# Parti Chondogyo-Chong-u
Le Parti Chondogyo-Chong-u, dirigé par Ri Myong-chol, est un parti politique de Corée du Nord. Selon le site officiel de la RPD de Corée, le Parti Chondogyo-Chong-u est un parti démocratique fondé le 8 février 1946 en s'inspirant de l'esprit patriotique. Il avait pour idéal politique de défendre le pays et d’assurer la sécurité du peuple et surtout d' « expulser les Occidentaux et les Japonais ». Ce qui signifiait s'opposer à toute agression et à tout asservissement et vouloir promouvoir la souveraineté nationale et l'édification d'un État démocratique, riche et puissant. Ses adhérents sont principalement des paysans pratiquant le culte Chondo. À l'heure actuelle, il travaille à unir dans la concorde tous les membres de la société et à édifier une société de bien-être ayant une économie nationale indépendante hautement développée et une culture s'inspirant du Juche.
Concrètement, le Parti Chondogyo-Chong-u est un parti satellite du Parti du travail.
Le Parti Chondogyo-Chong-u est un parti d'inspiration religieuse, basé sur la religion chondoïste dont les fidèles auraient représenté plus de 10 % de la population nord-coréenne en 1945. Le chondoïsme trouve notamment son origine dans la révolte paysanne du tonghak, en 1894, d'inspiration nationale et anti-féodale.
En 1950, les partis chondoïstes du nord et du sud de la péninsule coréenne se sont unifiés, la direction du nouveau parti unifié se prononçant en faveur du régime nord-coréen.
Le Parti Chondogyo-Chong-u est membre jusqu'en mars 2024 du Front démocratique pour la réunification de la patrie, coalition unique regroupant les trois partis politiques de Corée du Nord et dirigée par le Parti du travail de Corée.

## Dirigeants
- Kim Tarhyŏn (Hangeul:김달현 Hanja:金達鉉)
- Kim Yun'gŏl
- Pak Sindŏk (Hangeul:박신덕 Hanja:朴信德)
- Kang Chang-su (Hangeul:강장수)
- Choe Deok-sin (Hangeul:최덕신 Hanja:崔徳新)
- Ryu Mi-yong (Hangeul:류미영 Hanja:柳美英)